# سنان البيرق
سنان البيرق (بالتركية: Sinan Albayrak)‏ هو ممثل تركي، ولد في 27 فبراير 1973 بهاناو في ألمانيا.

## وصلات خارجية
- سنان البيرق على موقع IMDb (الإنجليزية)
- سنان البيرق على موقع قاعدة بيانات الفيلم (الإنجليزية)